# Luke Tagi
Luke Tagi (República de Fiyi, 23 de junio de 1997) es un jugador profesional fiyiano de rugby que se desempeña en la posición de pilar en Aviron Bayonnais, equipo perteneciente a la liga Top 14.

## Carrera
Comenzó su carrera deportiva con el equipo Fijian Drua, en el cual jugó una temporada (2018-2019), después pasó a Stade Français Paris (2019-2021), luego a Provence Rugby (2021-2023), posteriormente a Aviron Bayonnais, donde lleva jugando una temporada.